# Rocco Zambelli

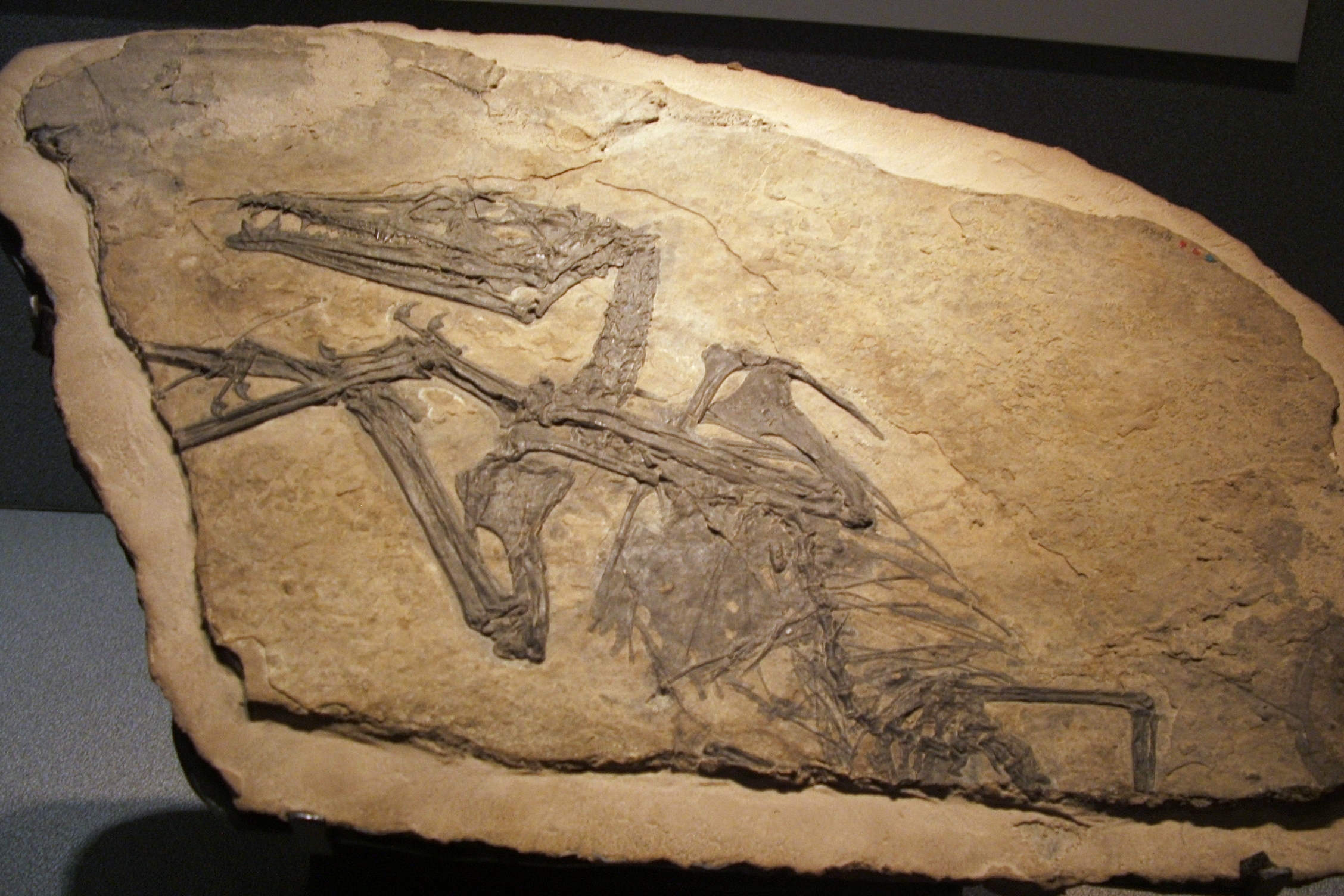
Eudimorphodon ranzii, Museum Bergamo

Rocco Zambelli  (* 17. Mai 1916 in Sorisole; † 12. Oktober 2009 in Bergamo) war ein italienischer Geologe und Paläontologe.

## Leben
Zambelli war anfangs Priester und im Zweiten Weltkrieg Kaplan der Partisanen im Valle Seriana. Danach war er in der Katholischen Aktion engagiert, hatte aber neben seinem Beruf als Geistlicher schon immer eine Leidenschaft für Naturgeschichte. Er war zunächst ab 1960 Techniker und 1976 bis 1981, dem Jahr seiner Pensionierung, Kurator für Geologie und Paläontologie am Naturhistorischen Museum E. Caffi in Bergamo. 
Er untersuchte unter anderem die unterirdischen Quellen des Lago di Endine, war ein Pionier der Höhlenforschung in der Gegend Bergamo, war Spezialist für Wirbeltierfossilien der Oberen Trias aus der Umgebung von Bergamo und erforschte das Mikroklima des Valle del Freddo. 
Er ist Erstbeschreiber eines der ältesten bekannten Pterosaurier Eudimorphodon ranzii (Zambelli 1973) aus der oberen Trias und von triassischen Fischen der Familie Pholidophoridae.
Rupert Wild benannte ihm zu Ehren einen triassischen Flugsaurier, Peteinosaurus zambelli (1978).